# Burgus Szentendre-Hunka
Der Burgus Szentendre-Hunka war ein römischer Militärposten, der als spätantiker Wohn- und Wachturm (Burgus) für die Kontrolle eines Donauabschnitts des pannonischen Limes (Limes Pannonicus) erbaut wurde. Der Strom bildete in weiten Abschnitten die römische Reichsgrenze. Die ergrabenen und zu besichtigenden Reste der Anlage befinden sich am Fuß des Hunka-Hügels in der Stadt Szentendre (deutsch St. Andrä) im ungarischen Komitat Pest, nordwestlich der Landstraße 11 nach Budapest, am Westufer des Donau-Westarms. Als Besonderheit dieses Bodendenkmals sind die Keramikscherben hervorzuheben, die den Übergang von der Spätantike bis ins Spätmittelalter dokumentieren.

## Lage

Der Limes Pannonicus am Pilisgebirge

Der Wachposten von Szentendre-Hunka wurde strategisch günstig auf dem 25–30 Meter hohen Hunka-Hügel, einem Ausläufer des Pilisgebirges, auf dem Gebiet der im 4. Jahrhundert n. Chr. eingerichteten pannonischen Provinz Valeria erbaut. Das zum Gebirge ansteigende Westufer des Donauwestarms ist 150 Meter entfernt. Der Hügel liegt 50 Meter vom Nordufer des Stelin-Baches entfernt. Mit Blick nach Norden konnten vom Kastell aus die römischen Grenzanlagen im Auge behalten werden. Im Süden lag das Hilfstruppenkastell Constantia, das unter dem Namen Ulcisia Castra (Wolfslager) gegründet worden war. Auch mit den Stationen auf der Donauinsel Szentendrei (Sankt-Andrä-Insel) war eine Verbindung möglich. Am Fuß des Hunka-Hügels lag östlich eine bedeutende Grenz- und Heerstraße, die der Donau folgend nach Aquincum (Budapest) mit seinem Legionslager führte.

## Forschungsgeschichte
Als Hunkaburg war die Örtlichkeit noch im 19. Jahrhundert bekannt. Bei den ersten Untersuchungen war sich Flóris Rómer (1815–1889), der Begründer der wissenschaftlichen Archäologie in Ungarn, über den Befund unsicher. Er hielt es für möglich, dass die Mauerreste zur Ruine einer mittelalterlichen Sankt-Georgs-Kapelle gehören könnten. 1864 fand der damalige Bürgermeister von Szentendre, Jenõ Dumtsa, an der Südseite des Hügels römische Grabsteine mit Inschriften. Doch erst Sándor Soproni konnte 1957 diese Vermutung zweifelsfrei ausschließen. 1965 entdeckte die Kunsthistorikerin Zsuzsanna Lovag an der Ostseite des Hügels Siedlungsspuren der Árpádenzeit aus dem 12. bis 13. Jahrhundert und 1975 fand die Archäologin Sarolta Tettamanti an der Szalonka-Straße 7 spätrömische und árpádenzeitliche Keramik. Ausgrabungen fanden an dem Ort bisher keine statt, jedoch wurden wichtige Oberflächenfunde entdeckt.

## Baugeschichte
Nach Ausweis der Ziegelstempel wurde die Anlage in der ersten Hälfte des 3. Jahrhunderts errichtet, unter Kaiser Valentinian  I. (364–375) im Zuge des damals aufgelegten umfangreichen Grenzsicherungsprogramms renoviert oder umgebaut und bis mindestens zum Ende des 4. Jahrhunderts weiterverwendet. Soproni rechnete mit einer Gründung zur Zeit Kaiser Caracallas (211–217) und wies darauf hin, dass die Fortifikation am Hunka-Hügel in ihren Abmessungen stark von den spätrömischen Anlagen abweicht. Festgestellt werden konnte eine rechteckige, rund 30 × 40 Meter große Umfassungsmauer, die heute an der Oberfläche noch auf rund 30 Metern erhalten ist. Die Mauer wurde im Abstand von 3,5 Metern mit 1,5 Meter breiten Wandvorlagen stabilisiert. Im Inneren des Areals wird ein Turm vermutet, da sich in einer Entfernung von zehn Metern zu dieser Umfassungsmauer ein weiterer, parallel laufender Mauerstreifen nachweisen lässt. Ohne Ausgrabungen wird sich die nähere Konstruktion des Burgus jedoch nicht eindeutig zeigen.
Wie Scherben slawischen Charakters aus dem 9. Jahrhundert zeigen, wurde der Platz des Burgus auch Jahrhunderte nach dem Abzug der Römer aufgesucht. Wahrscheinlich standen damals noch wichtige Reste des Bauwerks. Im Mittelalter könnte an diesem Ort mit Material des Turmes die mutmaßliche Sankt-Georgs-Kapelle errichtet worden sein. Die spätmittelalterliche Nutzung des Hügels legen eine Vielzahl von Scherben nahe, die vermischt mit römischem Material vor Ort gefunden werden können.

## Funde
Neben den aus spätrömischen Gräbern stammenden Grabsteinen sowie sekundär verwendete Ältäre, wie der des berittenen Unteroffiziers (miles sesquiplicarius) Iulius Taurus, wurden einige wichtige Lesefunde am Platz gemacht.

### Ziegelstempel
Es wurde eine beachtliche Zahl an valentinianischen Ziegelstempeln aufgefunden, die Aufschluss über die bauhistorische Entwicklung geben. Neben dem Stempel der Cohors I milliaria Ulpia Pannoniorum (1. Doppelkohorte Ulpia Pannoniorum) wurden Stempel der Legio II Adiutrix (2. Legion Adiutrix), die ihren Garnisonsort unter anderem in Castra Aquincum (Budapest) hatte, gefunden. Die 1000 Mann starke Cohors I milliaria Ulpia Pannoniorum war nach 118/119 n. Chr. im nordwestlich gelegenen Donaukastell Solva (Esztergom) stationiert. Weitere Stempel stammten von Frigeridus dux (Dux Valeriae ripensis) und dem Tribunen Valentinus, der zeitgleich mit Frigeridus, offenbar ab dem Jahr 371, in Valeria tätig wurde. Das Jahr der Amtsübernahme durch Frigeridus in der Provinz legen unter anderem Funde von Wachtürmen zwischen den Kastellen Visegrád–Gizellamajor und Visegrád–Sibrik nahe. Als letzter Stempel ist der des Ap Luppiano ord bekannt. Luppianus war ein Zenturio, der ebenfalls zur gleichen Zeit wie der Dux Frigeridus in Valeria seinen Dienst versah.

### Keramik
Als Lesefunde wurden bisher auch einige Keramikscherben vom Kastellgelände bekannt. Das Material umfasst eingeglättete, einglättverzierte und handgeformte Fragmente. Die Funde zeigen, dass die Anlage auch in nachvalentinianischer Zeit noch Verwendung fanden.

## Denkmalschutz
Die Denkmäler Ungarns sind nach dem Gesetz Nr. LXIV aus dem Jahr 2001 durch den Eintrag in das Denkmalregister unter Schutz gestellt. Der Burgus Szentendre-Hunka sowie alle anderen Limesanlagen gehören als archäologische Fundstätten nach § 3.1 zum national wertvollen Kulturgut. Alle Funde sind nach § 2.1 Staatseigentum, egal an welcher Stelle der Fundort liegt. Verstöße gegen die Ausfuhrregelungen gelten als Straftat bzw. Verbrechen und werden mit Freiheitsentzug von bis zu drei Jahren bestraft.